# تلفات انسانی
تلفات انسانی یا فقط تلفات (انگلیسی: Casualties) یک عبارت است برای توصیف کشته‌شدگان یا آسیب‌دیدگان از یک رویداد یا حادثه.
در کاربرد نظامی، «تلفات انسانی» به یک یا تعدادی شخص نظامی، پیکارگر، یا غیر نظامی گفته می‌شود که در طی یک جنگ یا عملیات نظامی، دچار مرگ، معلولیت، بیماری، یا ناتوانی جسمی شده‌اند، به آن‌ها که زنده مانده‌اند و دچار معلولیت، بیماری، یا ناتوانی جسمی موقت یا دائم شده‌اند، مجروح جنگی گفته می‌شود.
در کاربرد غیر نظامی، «تلفات انسانی» یا تنها «تلفات»، اشاره به یک یا تعدادی انسان یا حیوان دارد که در طی یک حادثه مانند ریزش معدن، حوادث رانندگی، سقوط هواپیما، فاجعه و غیره، دچار مرگ، معلولیت، بیماری، یا ناتوانی جسمی شده‌اند.
بیشتر مواقع به اشتباه تصور می‌شود که «تلفات انسانی» یا «تلفات» فقط به موارد منجر به مرگ اشاره می‌کنند یا فقط برای این کاربرد باید استفاده شوند، ولی هر نوع کشته‌شدن یا آسیب‌دیدن از یک رویداد یا حادثه، تلفات محسوب می‌شود.

## در ایران

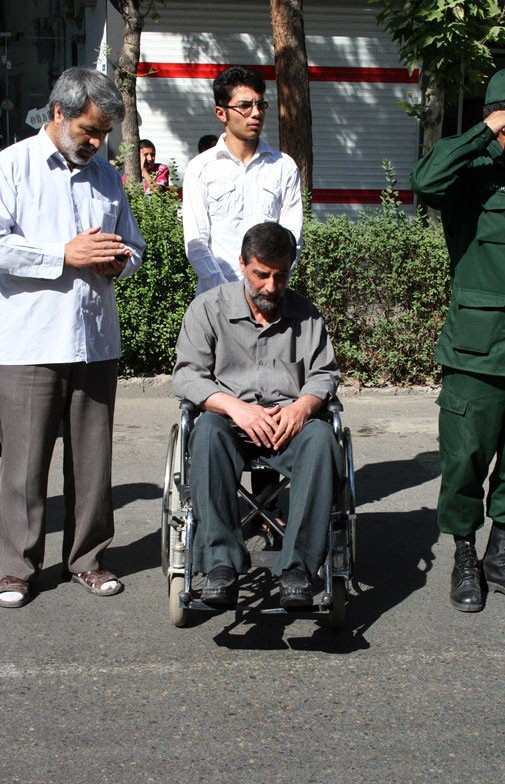
یک جانباز ایرانی از جنگ ایران و عراق

پس از انقلاب ۱۳۵۷ در دوران جنگ ایران و عراق و پس از آن، نظام جمهوری اسلامی ایران برای اشاره به مجروحین و معلولین ایرانی حاصل از جنگ مذکور و کلیهٔ عملیات‌های نظامی و پلیسی خود، از اصطلاح «جانباز» به جای «مجروح جنگی» استفاده می‌کند و استفاده از این اصطلاح را گسترش داده و به یکی از مفاهیم اجتماعی تبدیل کرده است. «جانباز» یا در حقیقت «مجروح جنگی» یک تعبیر شاعرانه و استعاره برای شخصی است که «با جان خود بازی کرده‌است» و دچار یک آسیب دائمی، کم‌توانی یا معلولیت شده‌است.